# NGC 5388
NGC 5388 je jedan do danas nepotvrđen objekt u zviježđu Djevici. Sva promatranja poslije nisu na tom položaju uočila nikoji objekt.

## Vanjske poveznice
- (engl.) SEDS: NGC 5388
- (engl.) Revidirani Novi opći katalog
- (engl.) Izvangalaktička baza podataka NASA-e i IPAC-a
- (engl.) Astronomska baza podataka SIMBAD
- (engl.) VizieR
- DSS-ova slika NGC 5388  Arhivirana inačica izvorne stranice od 23. ožujka 2016. (Wayback Machine)